# Фукс, Карл (музыковед)
Карл Дориус Иоганнес Фукс (нем. Carl Dorius Johannes Fuchs; 22 октября 1838, Потсдам — 27 августа 1922, Данциг) — немецкий музыковед
, органист, пианист, композитор и музыкальный критик.

## Биография
Сын органиста. В 1859 г. поступил в Берлинский университет, где изучал теологию и философию. Одновременно брал частные уроки фортепиано у Ганса фон Бюлова, позднее — уроки композиции у Фридриха Киля. В 1868 г. сам начал преподавать фортепиано в берлинской Новой академии музыки, однако уже в следующем году занял вместо этого место органиста в церкви Святого Николая в Штральзунде. Одновременно концертировал, преимущественно в Померании и Силезии, вместе со своей будущей женой, певицей Кларой Вернер. В 1871 г. защитил в Грайфсвальдском университете диссертацию «Введение в музыкальную критику» (нем. Praeliminarien zu einer Kritik der Tonkunst), отмеченную влиянием философии Артура Шопенгауэра. Годом позже познакомился с Фридрихом Ницше, также оказавшим на него значительное влияние; известна их переписка. С 1874 г. жил и работал в Хиршберге, основал и возглавил местный оркестр. С 1879 г. в Данциге, был органистом в соборе Святых Петра и Павла, играл также и в синагоге, с 1887 г. регулярно выступал как музыкальный критик в газете Danziger Zeitung.
Наибольшее значение имели труды Фукса по теории музыки и эстетике — в частности, масштабные «Будущее музыкального исполнительства» (нем. Die Zukunft des musikalischen Vortrags; 1884) и «Свобода музыкального исполнительства» (нем. Die Freiheit des musikalischen Vortrags; 1885), а также «Такт и ритм в хорале» (нем. Takt und Rhythmus im Choral; 1911). Пособие «Практическое руководство по фразировке» (нем. Praktische Anleitung zum Phrasieren; 1886) написано Фуксом в соавторстве с Гуго Риманом.